# Мочарник рядковий
{{#ifeq:0|0|{{#if:Philonotis seriata|{{#if:|[[]}}|[[]]}}}}
Мочарник рядковий (Philonotis seriata) — вид мохів порядку Bartramiales.

## Поширення
Батьківщиною є Європа, Африка, Північна Америка, Азія.
Населяє кислі протоки та джерела, високі гори; від низьких до високих (10–3000 метрів).

## Галерея

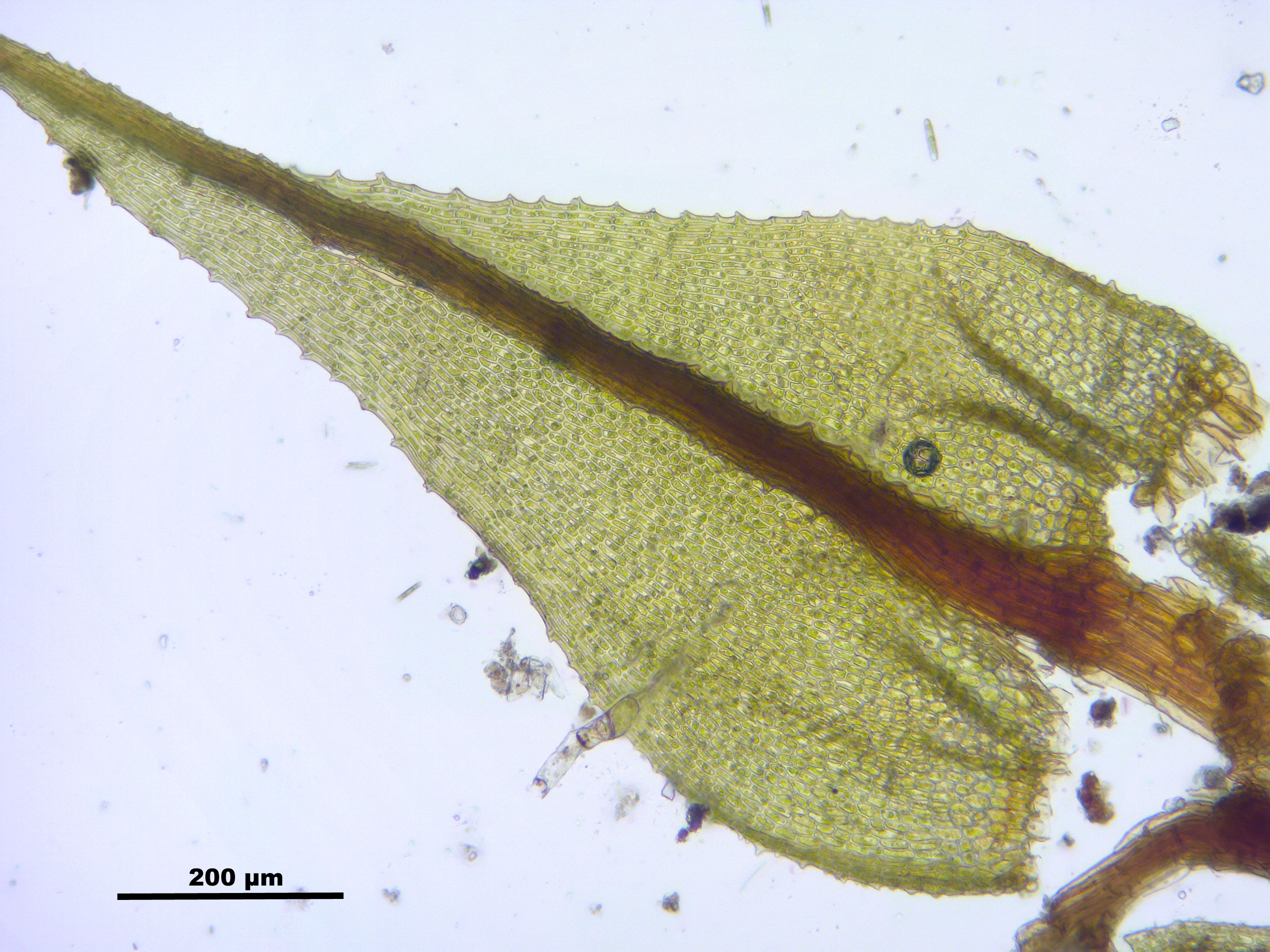
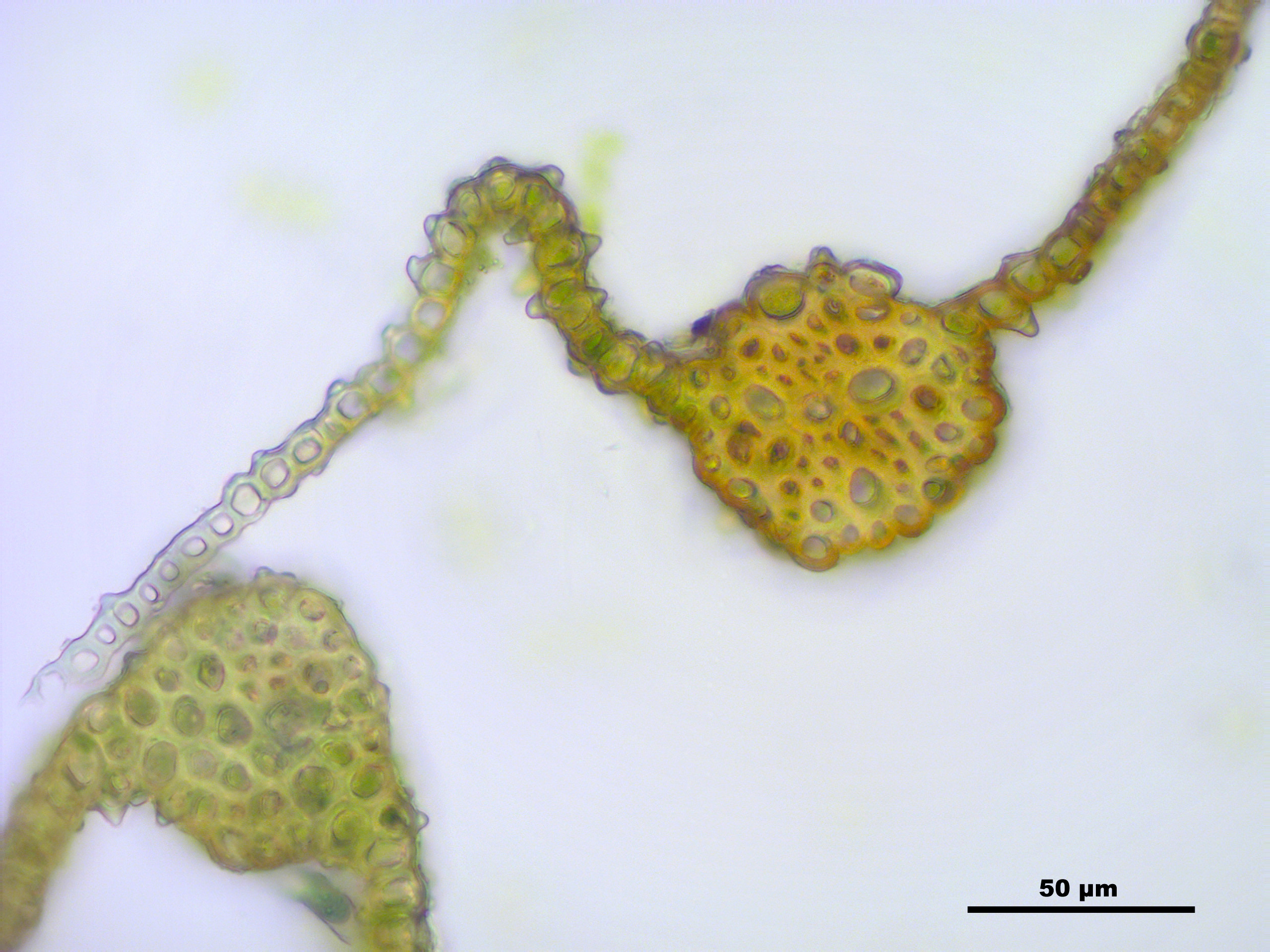

## Характеристика
Рослини великі, зібрані в густі пучки, від зеленого до жовтуватого забарвлення на всьому протязі. Стебла 3–12 см, прямі, прості, запушені проксимально. Листки від прямовисних до прямовисно-розпростертих і складчастих коли сухі, прямовисно-розпростерті коли вологі, яйцювато-ланцетні, 1.5–2 мм; краї плоскі або вузько закручені, зубчасті, зубці попарні або поодинокі; верхівка рівномірно звужена. Спеціалізоване нестатеве розмноження відсутнє. Вид дводомний. Коробочкові ніжки 3–5(7) см, прямі. Коробочка 2–3 мм. Спори субниркоподібні, 20–22 мкм; Дозрівання коробочок: червень — вересень.